# Губаревы
Губаревы — древний дворянский род.
Остальные восемь родов Губаревых — нового происхождения.

## История рода
Родоначальник Тимофей Дмитриевич Губарев, воевода великого князя Василия Ивановича, взят в плен поляками в бою на реке Крапивне (1514). Опричником Ивана Грозного числился Семейка Губарев (1573). Богдан Семёнович Губарев, переяславль-залесский сын боярский (1590), пожалован поместьями (1607), потомство его внесено в VI часть дворянской родословной книги Московской губернии.
Вдова Семёна Губарева дала вклад в Калязинский монастырь, свою вотчину в Переяславском уезде (1617). Алексей Иванович был в Москве в осаде (1618), его брат Василий жилец (1630) служил по Переславлю с окладом 600 четвертей земли, владел поместьем в Чухломском уезде, а сын Дорофей с окладом 700 четвертей. Елисей Якимович вёрстан новичным окладом по Воронежу (1622), а Иван Гаврилович по Ельцу (1628). Василий Логгинович стремянной конюх (1671-1713). Стряпчий Сытного Дворца Пётр Захарьевич владел вотчиной и поместьем в Переслав-Залесском уезде (1678).
Один представитель рода владел населённым имением (1699).

## Описание герба
Щит разделён горизонтально на две части, из коих в верхней в голубом поле изображен камень, а в нижней части в красном поле видна выходящая с левой стороны из облаков рука, держащая крестообразно три зелёные стрелы, остроконечиями обращённые вверх.
Щит увенчан обыкновенным дворянским шлемом с дворянской на нём короной и тремя страусовыми перьями. Намёт на щите красный, подложен золотом. Герб рода Губаревых внесён в Часть 4 Общего гербовника дворянских родов Всероссийской империи, стр. 66.

## Известные представители
- Губарев Захар Богданович — сын боярский, умер от ран полученных при осаде Смоленска (1634).
- Губарев Василий Васильевич — убит под Конотопом (1659).
- Губарев Кузьма — подьячий приказа Большого Дворца (1675).
- Губаревы: Лев и Василий Дорофеевичи — стольники (1690-1692).
- Губарев Лука Васильевич — стряпчий (1692)[5][3].